# Dinohippus
Dinohippus (от греческого «ужасная лошадь») — вымерший род семейства лошадиных. Ископаемые остатки известны с миоцена по плейстоцен (23,04—1,4 млн лет) на территории Северной и Центральной Америк. Окаменелости широко распространены по всей Северной Америке, их находят более чем в 30 местах от Флориды до Альберты и от Мексики до Панамы (формация Алахуэла). Самые многочисленные окаменелости Dinohippus были обнаружены на западе США в Неваде, Нью-Мексико, Юте и Калифорнии.

## Внешний вид и строение
Dinohippus был самой распространенной лошадью в Северной Америке и, как и Equus, не имел вогнутой морды (то есть профиль головы не имел вогнутой части). У него был пассивный «аппарат для стояния», образованный костями и сухожилиями, который помогал ему сохранять энергию при длительном стоянии. Dinohippus был первой лошадью, которая продемонстрировала зачаточную форму этого признака, что является дополнительным доказательством близкой связи между Dinohippus и Equus. Первоначально считалось, что Dinohippus были однопалыми лошадьми, но ископаемые останки, найденные в 1981 году в Небраске, показывают, что некоторые из них были трехпалыми. Вид D. leidyanus имел предполагаемую массу тела приблизительно 200 килограммов
.

## Питание
D. mexicanus питался в основном растениями с C3-фотосинтезом на полянах тропических лесов, судя по парному анализу изотопов углерода и кислорода.

## Классификация
По данным Paleobiology Database на май 2025 род включает 7 видов:
- †Dinohippus interpolatus Cope, 1893
- †Dinohippus leardi Drescher, 1941
- †Dinohippus leidyanus Osborn, 1918
- †Dinohippus mexicanus Lance, 1950
- †Dinohippus osborni Frick, 1921
- †Dinohippus spectans Cope, 1880
- †Dinohippus subvenus Quinn, 1955